# Chrylowka
Chrylowka (ros. Хрылёвка) – wieś (ros. деревня, trb. dieriewnia) w zachodniej Rosji, w sielsowiecie prilepskim rejonu konyszowskiego w obwodzie kurskim.

## Geografia
Miejscowość położona jest nad Płatawką (lewy dopływ Swapy), 9,5 km od centrum administracyjnego sielsowietu (Prilepy), 9 km na południowy zachód od centrum administracyjnego rejonu (Konyszowka), 70 km na północny zachód od Kurska.
W Chrylowce znajduje się 111 posesji.
Klimat
Miejscowość, jak i cały rejon, znajduje się w strefie klimatu kontynentalnego z łagodnym ciepłym latem i równomiernie rozłożonymi opadami rocznymi (Dfb w klasyfikacji klimatów Köppena).

## Demografia
W 2010 r. miejscowość zamieszkiwało 61 osób.